# Людвиг Дойч
Людвиг Дойч (фр. Ludwig Deutsch; 13 травня 1855, Відень — 9 квітня 1935, Париж) — франко-австрійський художник єврейського походження.

## Життєпис
Походив із забезпеченої єврейської родини. Його батько був фінансистом у Відні.
По закінченні середньої школи він влаштувався до Віденської академії образотворчих мистецтв. Серед його вчителів початкового учбового періоду — відомий художник Ансельм Фейєрбах (1829—1880). Феєрбах покинув викладацьку діяльність за віком і Людвиг Дойч був вимушений перейти у майстерню Леопольда Карла Мюллера.

## Переїзд до Парижа
Академічні настанови спрямували зусилля Людвига Дойча на опанування побутового жанру на торення портретів. З цими навичками від відбув у Париж 1880 року. В Парижі продовжив навчання в майстерні Жана-Поля Лорана (1838—1921). Лоран сам був відомим представником академізму і історичного жанру, в котрий вносив риси патетики і реалісничні деталей, взяті з історичних джерел. Людвиг Дойч і в Парижі почав як портретист і художник побутових сцен. Лоран сприяв успіхам своїх найбільш обдарованих учнів і невдовзі Людвиг Дойч відкрив у Парижі власну майстерню.

## Три подорожі до арабського Єгипту
1886 року він перше відбув у Каїр. Нова країна і зовнішня привабливість екзотичних для західноєвропейця речей сприяли кардинальним змінам в його творчості. Він навернувся до створення картин на арабську тематику, що мала широкий попит у платоспроможної публіки, мало обізнаної з реаліями мусульманського побуту і жадібної лише до таємниць гаремів, полювання та арабських базарів. Все це перейшло і в твори Людвига Дойча. В Парижі працював також орієнталіст Рудольф Енрст (1854—1932), що теж мав австрійське походження.
Людвиг Дойч відвідував Арабський Єгипет тричі.

## Арабські колекції художника
Перебування в Парижі та подорожі сприяли появі зацікавленості в арабському декоративно-ужитковому мистецтві. Людвиг Дойч роками розшукував і купував мусульманські кахлі, зразки східної зброї, арабські меблі, килими, текстиль, різьблені речі з деревини. Все це він старанно використовував при створенні власних картин. Особливістю художньої практики митця було широке використання фотографії, що надавало можливість швидко фіксувати цікаві побутові сценки та речі, котрі не було можливості придбати та вивезти до власної майстерні.

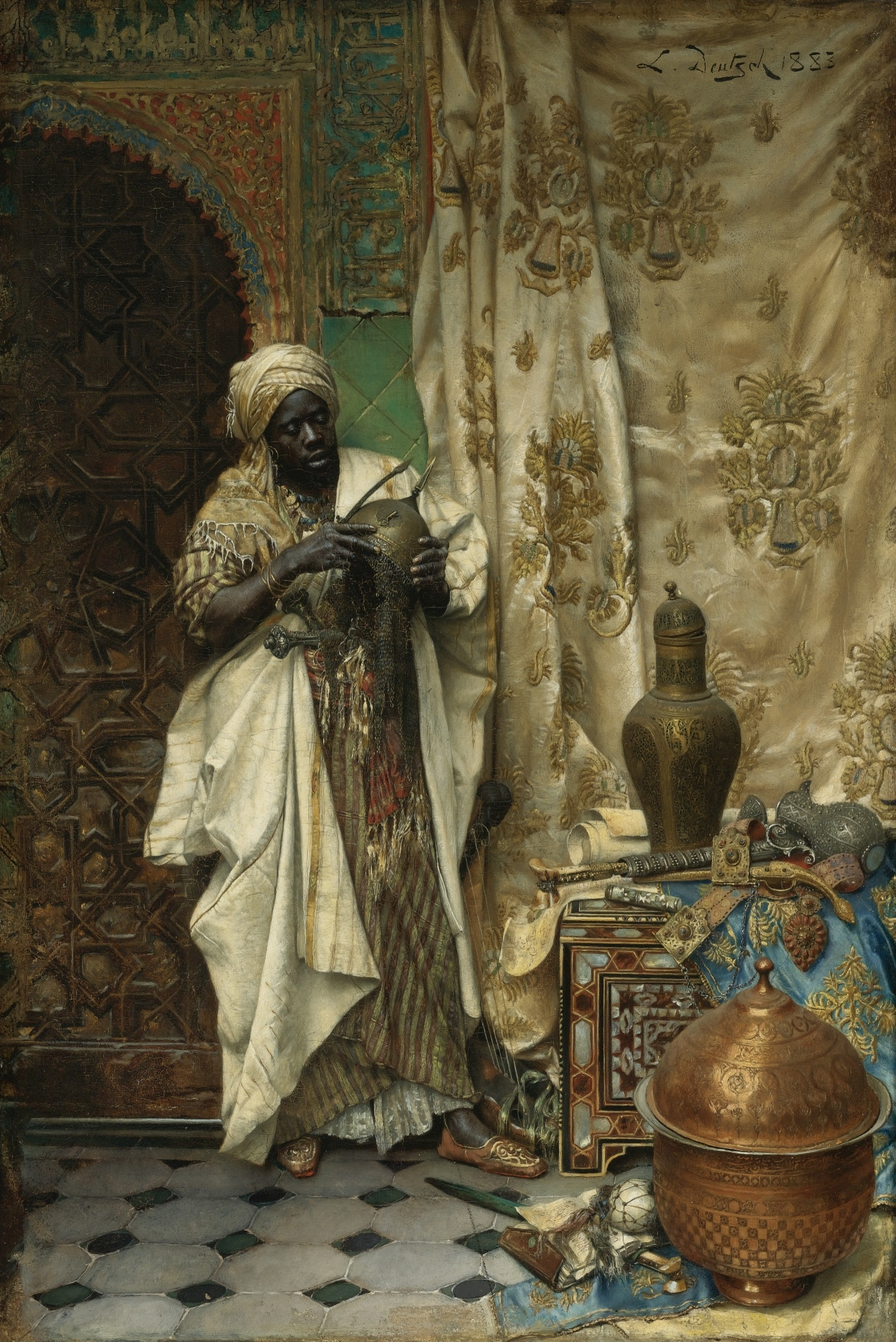
Людвиг Дойч. «Обстеження шолому», 1883 р.
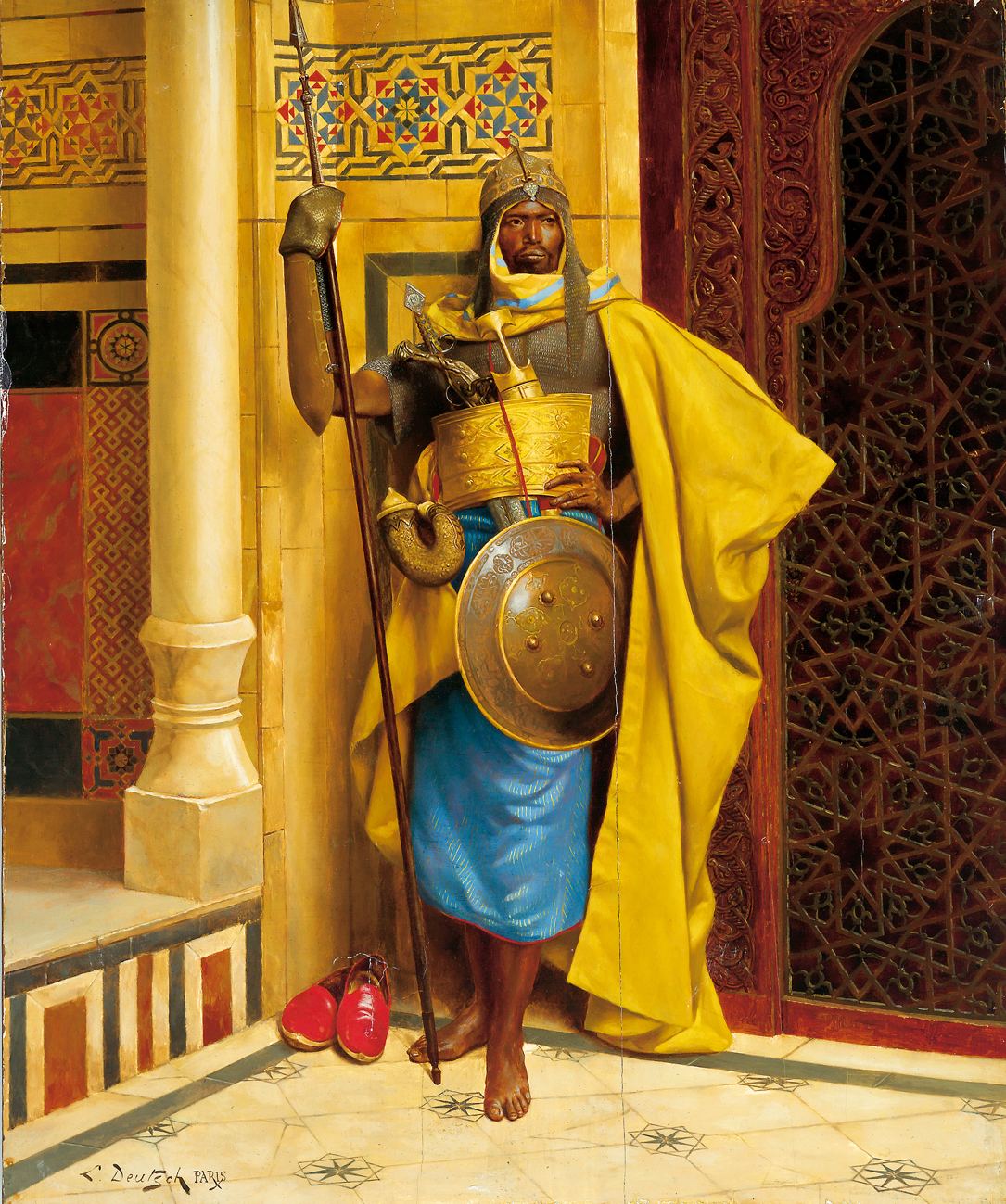
Людвиг Дойч. «Палацовий вартовий»
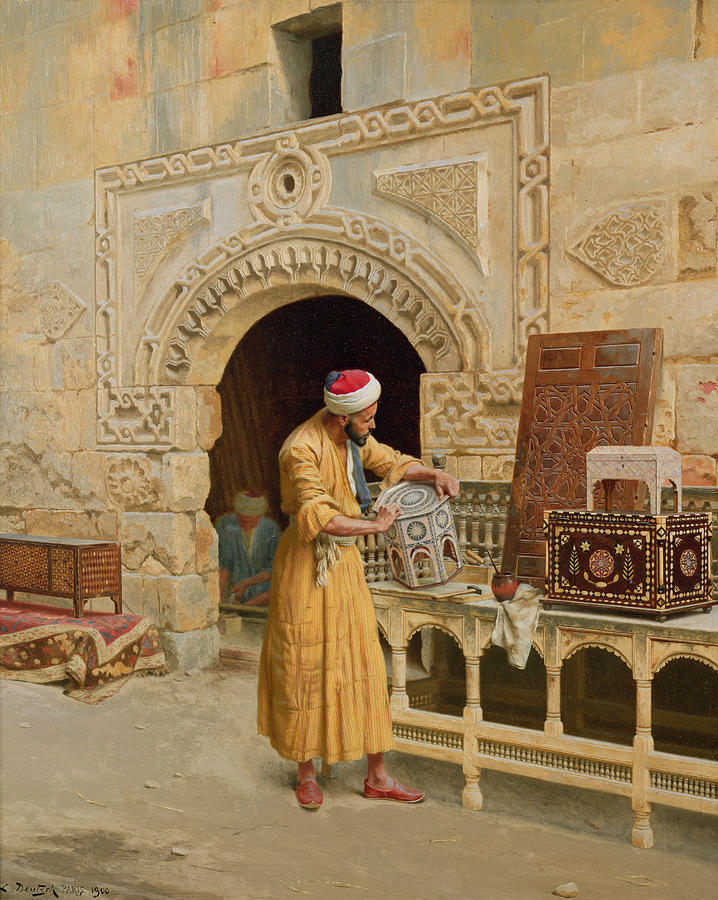
Людвиг Дойч. «Мебляр в Каїрі». 1900 р.